# AB Fannyudde
AB Fannyudde (före 1963 Svenska Jästfabriks AB) var ett svenskt investmentbolag som köptes upp av Pripps 1972. 

## Historia
Svenska Jästfabriks AB bildades ursprungligen 1919 på initiativ av civilingenjören Sten Westerberg, genom sammanslagning av ett stort antal äldre, lokalt arbetande jästtillverkare. Av de bolag som fanns i Fannyuddes aktieportfölj var Svenska Jästfabriks AB/Jästbolaget och Galon AB de mest betydelsefulla.
Bolagsnamnet "Fannyudde" kommer från en ännu bevarad disponentvilla (ursprungligen sommarnöje) vid namn Fannyudde i Nacka vilken tillhörde Bageriidkarnas Jästaktiebolag.